# Lac, Bolgrad
Lac (în ucraineană Височанське, transliterat: Vîsoceanske) este un sat în comuna Borodino din raionul Bolgrad, regiunea Odesa, Ucraina.

## Demografie
Componența lingvistică a localității Lac
     Ucraineană (93,97%)
     Română (2,67%)
     Rusă (2,55%)
     Alte limbi (0,35%)
Conform recensământului din 2001, majoritatea populației localității Lac era vorbitoare de ucraineană (93,97%), existând în minoritate și vorbitori de română (2,67%) și rusă (2,55%).